# Atletismo nos Jogos Pan-Americanos de 1991 - Salto com vara masculino
A prova do salto com vara masculino nos Jogos Pan-Americanos de 1991 foi realizada em 8 de agosto em Havana, Cuba.

## Medalhistas
| Ouro                          | Prata                | Bronze                        |
| Pat Manson USA Estados Unidos | Doug Wood CAN Canadá | Ángel Eduardo García CUB Cuba |

### Final
| Posição           | Nome                 | Nacionalidade      | Marca | Notas |
| ----------------- | -------------------- | ------------------ | ----- | ----- |
| Medalha de ouro   | Pat Manson           | USA Estados Unidos | 5.50  |       |
| Medalha de prata  | Doug Wood            | CAN Canadá         | 5.35  |       |
| Medalha de bronze | Ángel Eduardo García | CUB Cuba           | 5.20  |       |
| 4                 | Edgardo Díaz         | PUR Porto Rico     | 5.10  |       |
| 5                 | Earl Bell            | USA Estados Unidos | 5.00  |       |
| 5                 | Miguel Berrio        | CUB Cuba           | 5.00  |       |
| 7                 | Cristián Aspillaga   | CHI Chile          | 4.70  |       |
| 8                 | Thomas Riether       | CHI Chile          | DNS   | [ 2 ] |